# Staedtler

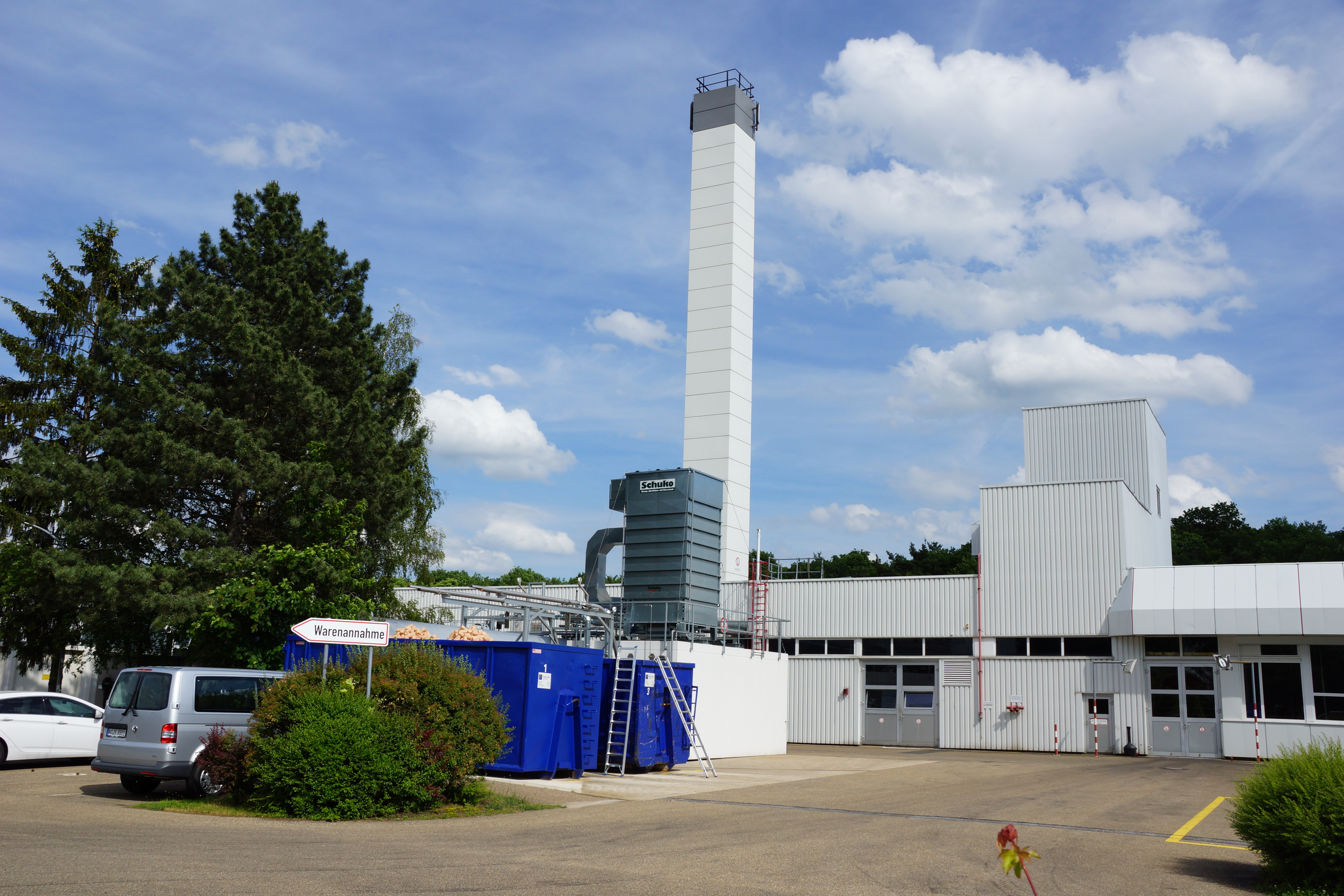
Fabryka ołówków Staedtlera w Neumarkt

Staedtler – niemieckie przedsiębiorstwo z siedzibą w Norymberdze produkujące przybory kreślarskie, takie jak: ołówki, rapidografy, zakreślacze, kredki i inne.
Pierwsza fabryka przedsiębiorstwa została wybudowana przez Johanna Sebastiana Staedtlera w 1835 r.